# Coloradoskalbagge
Coloradoskalbagge (Leptinotarsa decemlineata), även coloradobagge, koloradobagge eller koloradoskalbagge, är en art i insektsordningen skalbaggar som tillhör familjen bladbaggar. Skalbaggen är gul med svarta längsgående ränder och är känd som en skadegörare på potatis. 

## Spridning
Ursprungligen förekom den bara på vilt växande potatissorter i Mexiko. Den hoppade dock över till odlade former av potatis och påträffades 1859 i Texas, Arizona och Kolorado. 1861 nådde den Iowa och 1865 hade den korsat Missisippifloden och kommit in i Wisconsin och Illinois. 1868 hade den nått Ohio och 1874 nådde den USA:s östkust. Flera länder införde förbud mot införsel av amerikansk potatis, trots det påträffades den redan 1876 i Tyskland. Vid tre tillfällen påträffades den även 1876 i tullen i Sverige. Omkring 1920 fick den fäst i Frankrike och kom under 1930-talet till Belgien, södra England, och nordvästra Tyskland. I Tyskland bekämpades den hårt, men i Frankrike spreds den snabbt och i vissa delar av Frankrike omöjliggjordes all odling av potatis. 1949 påträffades den vid dansk-tyska gränsen. Den blev under mellankrigstiden en svår skadegörare i delar av Europa. I Sverige påträffades den dock först i större skala på 1970-talet, även om den senare inte synts i någon större skala på svenska marker. Denna art är en karantänskadegörare som har potential att orsaka omfattande skadegörelse och alla misstänkta fynd av den ska därför rapporteras till Jordbruksverket. Den har även påträffats i Finland, där den betraktas som en invasiv och väletablerad art (om än sällsynt), och omfattas av den nationella strategin för främmande arter.

## Beskrivning
Coloradoskalbaggen har en kroppslängd på omkring 10 millimeter. Täckvingarna är gula med svarta strimmor, fem på varje täckvinge så att det sammanlagda antalet är tio. Halsskölden är gul med svarta markeringar i form av streck eller prickar. Huvudet är gult med en svart, ofta lite trekantig fläck i pannan. Fasettögonen är mörka och antennerna är gulaktiga närmast basen för att bli mörkare mot spetsen. Benen är gulaktiga med svarta tarser. Larven är rödaktig med mörkare huvud och svarta prickar på sidorna.

## Utbredning
Coloradoskalbaggen förekommer i Nordamerika och Centralamerika, samt i delar av Europa och delar av Asien. Den bekämpas på många håll inom sitt utbredningsområde som en skadeinsekt.

## Ekologi
Coloradoskalbaggen övervintrar som fullbildad skalbagge. De övervintrande individerna parar sig snart efter att de kommit fram på våren. Äggen läggs på undersidan av potatisblad. Larven äter på bladen och efter det sista larvstadiet sker förpuppningen i marken. Under gynnsamma förhållanden kan arten ha tre generationer per år.